# Hymenoboletus
Hymenoboletus is een monotypisch geslacht van schimmels behorend tot de familie Boletaceae. Volgens de Index Fungorum bestaat het geslacht uitsluitend uit de soort Hymenoboletus luteopurpureus.